# Clitoria woytkowskii
Clitoria woytkowskii är en ärtväxtart som beskrevs av Paul R. Fantz. Clitoria woytkowskii ingår i släktet Clitoria, och familjen ärtväxter. Inga underarter finns listade i Catalogue of Life.